# Щегловское сельское поселение (Брянская область)
Щегловское сельское поселение — упразднённое муниципальное образование в юго-восточной части Навлинского района Брянской области. Административный центр — деревня Щегловка.
Образовано в результате проведения муниципальной реформы в 2005 году, путём слияния дореформенных Щегловского и Лесковского сельсоветов и части Литовенского сельсовета.
Законом Брянской области от 8 мая 2019 года были упразднены Соколовское и Щегловское сельское поселения, все включённые в Бяковское сельское поселение.

## Население
| 2010 | 2011 | 2012 | 2013 | 2014 | 2015 | 2016 |
| ---- | ---- | ---- | ---- | ---- | ---- | ---- |
| 984  | ↘980 | ↘936 | ↘908 | ↘856 | ↘813 | ↘792 |
| 2017 | 2018 | 2019 |      |      |      |      |
| ↘784 | →784 | ↗792 |      |      |      |      |

## Населённые пункты
| № | Населённый пункт | Тип     | Население |
| - | ---------------- | ------- | --------- |
| 1 | Гладское         | деревня | →3        |
| 2 | Девичье          | село    | →14       |
| 3 | Лески            | село    | ↘194      |
| 4 | Литовня          | село    | →269      |
| 5 | Нововасильевка   | деревня | ↘16       |
| 6 | Печки            | деревня | ↘25       |
| 7 | Стайки           | посёлок | ↘4        |
| 8 | Щегловка         | деревня | ↘383      |